# 胡安娜·卡斯泰拉罗
胡安娜·卡斯泰拉罗·莫雷略（西班牙語：Juana Castellaro Morello，2005年3月29日—），阿根廷女子曲棍球运动员，2023年泛美运动会女子金牌得主、2024年夏季奥林匹克运动会女子铜牌得主。